# Тёмкинский район
Тёмкинский район — административно-территориальная единица на востоке Смоленской области России. В границах района образован одноимённый муниципальный район.
Административный центр — село Тёмкино.

## География
Территориально район граничит: на севере с Гагаринским, на западе с Вяземским, на юго-западе с Угранским районами Смоленской области. На юге, юго-востоке и востоке граничит с Калужской областью, на северо-востоке с Московской областью. Площадь района — 1324,25 км².
Север и северо-восток района расположен на Гжатско-Протвинской возвышенности, южная часть в Угранской низине. Почвы в районе дерново-средне- и сильноподзолистые. Леса занимают 45,4 % территории, в прошлом леса были частью известных Брынских лесов. В 1975 году в районе на территории Тёмкинского и Федотковского лесничества был создан Тёмкинский государственный заказник.
Реки района: Угра, Воря.

## История
Район был создан в 1929 году из частей Юхновского и Гжатского уездов Смоленской губернии и Медынского уезда Калужской губернии. В 1963 году был присоединён к Гжатскому району. В существующем виде создан в 1972 году.

## Население
| 2002  | 2009  | 2010  | 2011  | 2012  | 2013  | 2014  | 2015  | 2016  | 2017  |
| ----- | ----- | ----- | ----- | ----- | ----- | ----- | ----- | ----- | ----- |
| 6916  | ↘6300 | ↗6428 | ↘6311 | ↘6221 | ↘6142 | ↘6070 | ↘5971 | ↘5960 | ↘5908 |
| 2018  | 2019  | 2020  | 2021  | 2024  |       |       |       |       |       |
| ↘5860 | ↘5774 | ↘5653 | ↘4382 | ↘4146 |       |       |       |       |       |

### Национальный состав
По итогам переписи населения 2020 года проживали следующие национальности (национальности менее 0,1 % и другое, см. в сноске к строке «Другие»):
| Национальность | Численность, чел. | Доля     |
| -------------- | ----------------- | -------- |
| Русские        | 3918              | 89,41 %  |
| Украинцы       | 39                | 0,89 %   |
| Белорусы       | 20                | 0,46 %   |
| Татары         | 14                | 0,32 %   |
| Армяне         | 11                | 0,25 %   |
| Гагаузы        | 7                 | 0,16 %   |
| Молдаване      | 6                 | 0,14 %   |
| Турки          | 5                 | 0,11 %   |
| Таджики        | 5                 | 0,11 %   |
| Немцы          | 5                 | 0,11 %   |
| Езиды          | 5                 | 0,11 %   |
| Азербайджанцы  | 5                 | 0,11 %   |
| Другие         | 342               | 7,82 %   |
| Итого          | 4382              | 100,00 % |

## Муниципально-территориальное устройство
С 2017 года в муниципальный район входят четыре сельских поселения:
| № | Сельские поселения              | Административный центр | Количество населённых пунктов | Население | Площадь, км2 |
| - | ------------------------------- | ---------------------- | ----------------------------- | --------- | ------------ |
| 1 | Батюшковское сельское поселение | деревня Бекрино        | 37                            | ↘691      | 415,16       |
| 2 | Медведевское сельское поселение | деревня Власово        | 52                            | ↘1027     | 494,11       |
| 3 | Павловское сельское поселение   | деревня Булгаково      | 41                            | ↘933      | 378,15       |
| 4 | Тёмкинское сельское поселение   | село Тёмкино           | 1                             | ↘1731     | 5,74         |

Первоначально Законом Смоленской области от 1 декабря 2004 года было создано 10 муниципальных образований со статусом сельских поселений. Законом Смоленской области от 28 июня 2017 года, были упразднены 6 сельских поселений: Васильевское и Долматовское (включены в Батюшковское сельское поселение); Вязищенское и Кикинское (включены в Медведевское сельское поселение); Аносовское и Селенское (включены в Павловское сельское поселение).
| Муниципальное образование 2005—2017 гг. | Население (тыс. чел.) | Площадь (км²) | Административный центр |
| --------------------------------------- | --------------------- | ------------- | ---------------------- |
| Аносовское сельское поселение           | 0,331                 | 108,31        | деревня Нарытка        |
| Батюшковское сельское поселение         | 0,433                 | 123,7         | деревня Бекрино        |
| Васильевское сельское поселение         | 0,348                 | 116,09        | деревня Васильевское   |
| Вязищенское сельское поселение          | 0,379                 | 191,67        | деревня Замыцкое       |
| Долматовское сельское поселение         | 0,422                 | 175,37        | деревня Горки          |
| Кикинское сельское поселение            | 0,374                 | 123,75        | деревня Кикино         |
| Медведевское сельское поселение         | 0,623                 | 177,78        | деревня Власово        |
| Павловское сельское поселение           | 1,005                 | 180,75        | деревня Булгаково      |
| Селенское сельское поселение            | 0,341                 | 109,84        | деревня Селенки        |
| Тёмкинское сельское поселение           | 2,692                 | 5,73          | село Тёмкино           |

## Населённые пункты
В Тёмкинском районе 131 сельский населённый пункт.
| №   | Населённый пункт            | Тип     | Население | Муниципальное образование       |
| --- | --------------------------- | ------- | --------- | ------------------------------- |
| 1   | Абрамово                    | деревня | 33        | Медведевское сельское поселение |
| 2   | Алферово                    | деревня | 4         | Павловское сельское поселение   |
| 3   | Аносово                     | деревня | 0         | Павловское сельское поселение   |
| 4   | Базулино                    | деревня | 22        | Медведевское сельское поселение |
| 5   | Барановка                   | деревня | 1         | Медведевское сельское поселение |
| 6   | Бариново                    | деревня | 12        | Медведевское сельское поселение |
| 7   | Басманово                   | деревня | 43        | Батюшковское сельское поселение |
| 8   | Батюшково                   | деревня | 22        | Батюшковское сельское поселение |
| 9   | Безмено                     | деревня | 21        | Павловское сельское поселение   |
| 10  | Бекрино                     | деревня | 194       | Батюшковское сельское поселение |
| 11  | Болошково                   | деревня | 0         | Медведевское сельское поселение |
| 12  | Большие Поляны              | деревня | 16        | Медведевское сельское поселение |
| 13  | Большое Полушино            | деревня | 0         | Батюшковское сельское поселение |
| 14  | Будка железной дороги 34 км | деревня | 0         | Медведевское сельское поселение |
| 15  | Будка железной дороги 35 км | деревня | 0         | Медведевское сельское поселение |
| 16  | Будка железной дороги 57 км | деревня | 0         | Павловское сельское поселение   |
| 17  | Булгаково                   | деревня | 351       | Павловское сельское поселение   |
| 18  | Бурково                     | деревня | 94        | Павловское сельское поселение   |
| 19  | Василево                    | деревня | 9         | Медведевское сельское поселение |
| 20  | Василево                    | деревня | 0         | Павловское сельское поселение   |
| 21  | Васильевское                | деревня | 190       | Батюшковское сельское поселение |
| 22  | Власово                     | деревня | 303       | Медведевское сельское поселение |
| 23  | Воробьево                   | деревня | 29        | Павловское сельское поселение   |
| 24  | Вырье                       | деревня | 9         | Батюшковское сельское поселение |
| 25  | Вязищи                      | деревня | 12        | Медведевское сельское поселение |
| 26  | Глинки                      | деревня | 0         | Павловское сельское поселение   |
| 27  | Головкино                   | деревня | 5         | Павловское сельское поселение   |
| 28  | Горки                       | деревня | 239       | Батюшковское сельское поселение |
| 29  | Горы                        | деревня | 1         | Медведевское сельское поселение |
| 30  | Гриднево                    | деревня | 17        | Медведевское сельское поселение |
| 31  | Девяткино                   | деревня | 3         | Павловское сельское поселение   |
| 32  | Денежное                    | деревня | 2         | Павловское сельское поселение   |
| 33  | Дерличино                   | деревня | 0         | Медведевское сельское поселение |
| 34  | Долматово                   | деревня | 8         | Батюшковское сельское поселение |
| 35  | Дорна                       | деревня | 0         | Павловское сельское поселение   |
| 36  | Дряголовка                  | деревня | 4         | Медведевское сельское поселение |
| 37  | Дубенск                     | деревня | 52        | Батюшковское сельское поселение |
| 38  | Дуброво                     | деревня | 13        | Павловское сельское поселение   |
| 39  | Еськово                     | деревня | 1         | Павловское сельское поселение   |
| 40  | Жижало                      | деревня | 0         | Медведевское сельское поселение |
| 41  | Жилино                      | деревня | 37        | Батюшковское сельское поселение |
| 42  | Замыцкое                    | деревня | 254       | Медведевское сельское поселение |
| 43  | Заненки                     | деревня | 1         | Медведевское сельское поселение |
| 44  | Занино                      | деревня | 6         | Батюшковское сельское поселение |
| 45  | Засецкое                    | деревня | 3         | Павловское сельское поселение   |
| 46  | Ивановское                  | деревня | 6         | Медведевское сельское поселение |
| 47  | Ивашутино                   | деревня | 12        | Медведевское сельское поселение |
| 48  | Ильино                      | деревня | 36        | Павловское сельское поселение   |
| 49  | Карпищево                   | деревня | 0         | Медведевское сельское поселение |
| 50  | Кикино                      | деревня | 224       | Медведевское сельское поселение |
| 51  | Кобелево                    | деревня | 30        | Медведевское сельское поселение |
| 52  | Колчужино                   | деревня | 12        | Павловское сельское поселение   |
| 53  | Кордюково                   | деревня | 24        | Павловское сельское поселение   |
| 54  | Красино                     | деревня | 1         | Медведевское сельское поселение |
| 55  | Куренки                     | деревня | 0         | Медведевское сельское поселение |
| 56  | Курчино                     | деревня | 0         | Павловское сельское поселение   |
| 57  | Курьяново                   | деревня | 10        | Батюшковское сельское поселение |
| 58  | Левенки                     | деревня | 5         | Медведевское сельское поселение |
| 59  | Левкино                     | деревня | 32        | Медведевское сельское поселение |
| 60  | Ломы                        | деревня | 0         | Батюшковское сельское поселение |
| 61  | Лытьево                     | деревня | 3         | Медведевское сельское поселение |
| 62  | Мамуши                      | деревня | 1         | Медведевское сельское поселение |
| 63  | Медведево                   | деревня | 42        | Медведевское сельское поселение |
| 64  | Мереновка                   | деревня | 0         | Батюшковское сельское поселение |
| 65  | Мотовилово                  | деревня | 3         | Павловское сельское поселение   |
| 66  | Мызино                      | деревня | 2         | Батюшковское сельское поселение |
| 67  | Нарытка                     | деревня | 243       | Павловское сельское поселение   |
| 68  | Науменки                    | деревня | 5         | Медведевское сельское поселение |
| 69  | Нижнее Болваново            | деревня | 0         | Медведевское сельское поселение |
| 70  | Николаевка                  | деревня | 1         | Медведевское сельское поселение |
| 71  | Новая-Селиба                | деревня | 5         | Медведевское сельское поселение |
| 72  | Новиково                    | деревня | 61        | Медведевское сельское поселение |
| 73  | Овсяники                    | деревня | 6         | Медведевское сельское поселение |
| 74  | Осипово                     | деревня | 0         | Медведевское сельское поселение |
| 75  | Острожки                    | деревня | 5         | Медведевское сельское поселение |
| 76  | Павловское                  | деревня | 132       | Павловское сельское поселение   |
| 77  | Паново                      | деревня | 14        | Батюшковское сельское поселение |
| 78  | Пашино                      | деревня | 9         | Батюшковское сельское поселение |
| 79  | Перетес                     | деревня | 6         | Павловское сельское поселение   |
| 80  | Петровки                    | деревня | 31        | Павловское сельское поселение   |
| 81  | Подселье                    | деревня | 7         | Батюшковское сельское поселение |
| 82  | Подсосонье                  | деревня | 2         | Батюшковское сельское поселение |
| 83  | Поздняково                  | деревня | 15        | Павловское сельское поселение   |
| 84  | Понизовье                   | деревня | 0         | Медведевское сельское поселение |
| 85  | Прудки                      | деревня | 1         | Медведевское сельское поселение |
| 86  | Рамоны                      | деревня | 0         | Павловское сельское поселение   |
| 87  | Раповка                     | деревня | 5         | Батюшковское сельское поселение |
| 88  | Рассолово                   | деревня | 0         | Медведевское сельское поселение |
| 89  | Рязаново                    | деревня | 43        | Батюшковское сельское поселение |
| 90  | Савенки                     | деревня | 7         | Павловское сельское поселение   |
| 91  | Савостьяново                | деревня | 8         | Павловское сельское поселение   |
| 92  | Селенки                     | деревня | 276       | Павловское сельское поселение   |
| 93  | Сельцо                      | деревня | 2         | Медведевское сельское поселение |
| 94  | Семёновская                 | деревня | 7         | Батюшковское сельское поселение |
| 95  | Семёновское                 | деревня | 5         | Медведевское сельское поселение |
| 96  | Семешкино                   | деревня | 4         | Павловское сельское поселение   |
| 97  | Сергеенки                   | деревня | 6         | Павловское сельское поселение   |
| 98  | Сергейково                  | деревня | 1         | Медведевское сельское поселение |
| 99  | Сидорово                    | деревня | 0         | Батюшковское сельское поселение |
| 100 | Силинки                     | деревня | 11        | Батюшковское сельское поселение |
| 101 | Скоморохово                 | деревня | 1         | Медведевское сельское поселение |
| 102 | Скотинино                   | деревня | 12        | Медведевское сельское поселение |
| 103 | Скугорево                   | деревня | 29        | Батюшковское сельское поселение |
| 104 | Спасское                    | деревня | 0         | Медведевское сельское поселение |
| 105 | Станино                     | деревня | 38        | Батюшковское сельское поселение |
| 106 | Степаники                   | деревня | 21        | Павловское сельское поселение   |
| 107 | Степанищево                 | деревня | 1         | Медведевское сельское поселение |
| 108 | Судимово                    | деревня | 11        | Павловское сельское поселение   |
| 109 | Тёмкино                     | деревня | 95        | Павловское сельское поселение   |
| 110 | Тёмкино                     | село    | 2414      | Тёмкинское сельское поселение   |
| 111 | Теплихово                   | деревня | 15        | Батюшковское сельское поселение |
| 112 | Толпыги                     | деревня | 1         | Медведевское сельское поселение |
| 113 | Тупичено                    | деревня | 9         | Батюшковское сельское поселение |
| 114 | Фалилеево                   | деревня | 2         | Павловское сельское поселение   |
| 115 | Фатейково                   | деревня | 7         | Батюшковское сельское поселение |
| 116 | Федосово                    | деревня | 9         | Медведевское сельское поселение |
| 117 | Федотково                   | деревня | 139       | Медведевское сельское поселение |
| 118 | Федюково                    | деревня | 2         | Павловское сельское поселение   |
| 119 | Химино                      | деревня | 25        | Батюшковское сельское поселение |
| 120 | Холм                        | деревня | 2         | Батюшковское сельское поселение |
| 121 | Холмино                     | деревня | 14        | Батюшковское сельское поселение |
| 122 | Чаль                        | деревня | 15        | Батюшковское сельское поселение |
| 123 | Чесалки                     | деревня | 21        | Батюшковское сельское поселение |
| 124 | Чехово                      | деревня | 2         | Медведевское сельское поселение |
| 125 | Шатеша                      | деревня | 51        | Батюшковское сельское поселение |
| 126 | Шашурки                     | деревня | 10        | Павловское сельское поселение   |
| 127 | Шибнево                     | деревня | 6         | Павловское сельское поселение   |
| 128 | Шубкино                     | деревня | 1         | Павловское сельское поселение   |
| 129 | Юрино                       | деревня | 2         | Батюшковское сельское поселение |
| 130 | Юртово                      | деревня | 9         | Батюшковское сельское поселение |
| 131 | Якшино                      | деревня | 12        | Павловское сельское поселение   |

## Экономика
Сельское хозяйство специализируется на молочно-мясном животноводстве и выращивании картофеля. Промышленность отсутствует.

## Транспорт
Железнодорожная ветка «Вязьма—Калуга».

## Люди связанные с районом

### Известные личности
- Ладынина, Марина Алексеевна (1908—2003) — актриса театра и кино, народная артистка СССР (1950), лауреат пяти Государственных премий СССР.
- Лебедев, Анатолий Алексеевич (1931—2012) — советский и украинский учёный-механик, академик АН УССР (деревня Сущево).
- Прокофьев, Михаил Алексеевич — советский общественный и государственный деятель. Министр просвещения СССР в 1966—1984 годах.
- Крылов Василий Титович (1901—1942) — комиссар 2-й дивизии народного ополчения, полковник. (деревня Леоники).[23]

### Герои Советского Союза
- Громов, Георгий Васильевич (деревня Оленино)
- Лобозов, Василий Андреевич (деревня Василёво)
- Миронов, Виктор Петрович (деревня Тупичино)
- Рыжов, Евграф Михайлович (деревня Дубенец)

### Герои Социалистического Труда
- Гущина, Мария Александровна
- Почтарёв, Анатолий Георгиевич